# دهستان کهنوک
دهستان کهنوک نام دهستانی در بخش ایرندگان شهرستان خاش، استان سیستان و بلوچستان در ایران است. براساس سرشماری مرکز آمار ایران در سال ۱۳۸۵، جمعیت آن ۸۲۰۰ نفر (۱۸۹۸ خانوار) بوده‌است.